# Watangsono
Watangsono is een bestuurslaag in het regentschap Wonogiri van de provincie Midden-Java, Indonesië. Watangsono telt 3002 inwoners (volkstelling 2010).